# Crkva sv. Katarine u Domagoviću
Crkva sv. Katarine je crkva u naselju Domagović koje je u sastavu grada Jastrebarsko, zaštićeno kulturno dobro.

## Opis dobra
Crkva je sagrađena na mjestu starije drvene kapele u oblicima historicizma. Riječ je o jednobrodnoj nadsvođenoj građevini pravokutnog tlocrta s užom zaobljenom apsidom, pravokutnom sakristijom te zvonikom na glavnom pročelju. Eksterijer je oblikovan u duhu neoromanike. Sačuvan je maniristički oltar sv.Katarine iz nekadašnje kapele iz 1686. godine i oltari s početka 20. stoljeća.

## Zaštita
Pod oznakom Z-1883 zavedena je kao nepokretno kulturno dobro - pojedinačno, pravna statusa zaštićena kulturnog dobra, klasificirano kao "sakralna graditeljska baština".